# ファインルージュ
ファインルージュ（欧字名:Fine Rouge、2018年3月11日 - ）は、日本の競走馬。主な勝ち鞍は2021年のフェアリーステークス、紫苑ステークス。
馬名の意味は、元気＋母名の一部。

## 戦績

### デビュー前
2018年3月11日、北海道安平町のノーザンファームで誕生した。同年のセレクトセール当歳市場にて3300万円（税別）で六井元一により落札された。六井にとっては本馬が馬主となって初めて所有する馬である。
その後、美浦・木村哲也厩舎に入厩した。

### 2歳（2020年）
8月23日新潟の2歳新馬戦（芝1200m）に1番人気でデビュー。北村宏司とのコンビで道中4・5番手追走から直線で懸命に追い上げるも逃げ粘るフレンドパルを捉え切れず2着に敗れる。10月24日東京の2歳未勝利戦ではクリストフ・ルメールに乗り替わり、好位でレースを進めると直線で鋭く抜け出し最後はシュアーヴアリアに2馬身差つけ初勝利を挙げる。馬主の六井にとってもJRA初勝利となった。

### 3歳（2021年）
3歳初戦となった1月11日のフェアリーステークスでは中団追走から直線で抜け出すと、外から追い上げてきたホウオウイクセルに2馬身半差をつけ重賞初制覇を果たした。馬体重492kgは同レース史上最高体重での勝利であった。
続く桜花賞へ8番人気で出走。2番人気となった阪神ジュベナイルフィリーズの勝ち馬ソダシをマークする形で中団の内側で追走すると、最後の直線ではじわじわと差を詰めて3着に入り、優駿牝馬の優先出走権を獲得した。迎えたオークスは道中は中団につけたが直線は伸びず11着に終わり、初めて馬券圏内を外した。
7月29日付で木村の調教停止処分に伴い、岩戸孝樹厩舎に転厩した。
夏は休養に充て秋初戦は紫苑ステークスから始動、中団から3 - 4コーナーで徐々に追い上げて直線に入ると一気に抜け出し、2着のスルーセブンシーズに1馬身3/4差をつけ優勝。重賞2勝目を手にした。秋華賞では中団の後ろで脚を溜めると、直線で外に出しメンバー最速となる上がり35秒5の脚を繰り出し、アカイトリノムスメに迫ったが半馬身及ばず2着に敗れた。11月1日付で木村の調教停止処分終了に伴い、木村哲也厩舎に再転厩した。

### 4歳（2022年）
2月6日の東京新聞杯から始動。中団追走から直線で懸命に追い込んでくるもイルーシヴパンサーの2着に敗退。3か月間隔を置いて、5月15日のヴィクトリアマイルに出走。好位追走から最後の直線でクリノプレミアムに寄られる不利を受けるもソダシの2着と健闘する。
6月5日の安田記念では道中先団でレースを進めるも直線で伸びを欠き5着に敗れた。その後、8月5日付けで競走馬登録を抹消され現役を引退した。引退後はノーザンファームで繁殖牝馬となる予定。

## 競走成績
以下の内容はnetkeiba.comの情報に基づく。
| 競走日      | 競馬場 | 競走名        | 格   | 距離（馬場）  | 頭 数 | 枠 番 | 馬 番 | オッズ （人気） | 着順 | タイム （上がり3F） | 着差 | 騎手        | 斤量 [kg] | 1着馬（2着馬）         | 馬体重 [kg] |
| ----------- | ------ | ------------- | ---- | ------------- | ----- | ----- | ----- | --------------- | ---- | ------------------- | ---- | ----------- | --------- | ---------------------- | ----------- |
| 2020.08.23  | 新潟   | 2歳新馬       |      | 芝1200m（良） | 17    | 2     | 3     | 002.50（1人）   | 02着 | R1:11.7（35.9）     | -0.1 | 0北村宏司   | 54        | フレンドパル           | 482         |
| 0000.10.24  | 東京   | 2歳未勝利     |      | 芝1600m（稍） | 16    | 3     | 6     | 003.10（1人）   | 01着 | R1:23.3（34.4）     | -0.3 | 0C.ルメール | 54        | （シュアーヴアリア）   | 488         |
| 2021.01.11  | 中山   | フェアリーS   | GIII | 芝1600m（良） | 16    | 5     | 9     | 005.50（3人）   | 01着 | R1:34.4（35.2）     | -0.4 | 0C.ルメール | 54        | （ホウオウイクセル）   | 492         |
| 0000.04.11  | 阪神   | 桜花賞        | GI   | 芝1600m（良） | 18    | 1     | 2     | 015.30（8人）   | 03着 | R1:31.2（33.7）     | -0.1 | 0福永祐一   | 55        | ソダシ                 | 488         |
| 0000.05.23  | 東京   | 優駿牝馬      | GI   | 芝2400m（良） | 18    | 7     | 13    | 010.40（4人）   | 11着 | R2:25.5（35.1）     | -1.0 | 0福永祐一   | 55        | ユーバーレーベン       | 494         |
| 0000.09.11  | 中山   | 紫苑S         | GIII | 芝2000m（良） | 16    | 6     | 11    | 004.50（2人）   | 01着 | R1:58.2（34.2）     | -0.3 | 0福永祐一   | 54        | （スルーセブンシーズ） | 496         |
| 0000.010.17 | 阪神   | 秋華賞        | GI   | 芝2000m（良） | 16    | 7     | 14    | 005.60（2人）   | 02着 | R2:01.3（35.5）     | -0.1 | 0C.ルメール | 55        | アカイトリノムスメ     | 494         |
| 2022.02.06  | 東京   | 東京新聞杯    | GIII | 芝1600m（良） | 15    | 4     | 6     | 003.30（1人）   | 02着 | R1:32.6（34.0）     | -0.3 | 0C.ルメール | 55        | イルーシヴパンサー     | 510         |
| 0000.05.15  | 東京   | ヴィクトリアM | GI   | 芝1600m（良） | 18    | 6     | 11    | 005.40（2人）   | 02着 | R1:32.5（33.4）     | -0.3 | 0C.ルメール | 55        | ソダシ                 | 500         |
| 0000.06.05  | 東京   | 安田記念      | GI   | 芝1600m（良） | 18    | 4     | 7     | 007.80（3人）   | 05着 | R1:32.5（33.5）     | -0.2 | 0武豊       | 56        | ソングライン           | 500         |

## 繁殖成績
|      | 馬名                   | 生年   | 性 | 毛色 | 父         | 馬主 | 厩舎 | 戦績 |
| ---- | ---------------------- | ------ | -- | ---- | ---------- | ---- | ---- | ---- |
| 初仔 | ファインルージュの2024 | 2024年 | 牡 | 鹿毛 | レイデオロ |      |      |      |

- 2024年9月25日現在

## 血統表
| ファインルージュの血統        | ファインルージュの血統                          | ファインルージュの血統                      | （血統表の出典）                            | （血統表の出典）    |
| 父系                          | サンデーサイレンス系/ヘイロー系                 | サンデーサイレンス系/ヘイロー系             | サンデーサイレンス系/ヘイロー系             | [ § 2 ]             |
| 父 キズナ 2010 青鹿毛         | 父の父ディープインパクト 2002 鹿毛              | *サンデーサイレンス                         | Halo                                        | Halo                |
| 父 キズナ 2010 青鹿毛         | 父の父ディープインパクト 2002 鹿毛              | *サンデーサイレンス                         | Wishing Well                                |                     |
| 父 キズナ 2010 青鹿毛         | 父の父ディープインパクト 2002 鹿毛              | *ウインドインハーヘア                       | Alzao                                       | Alzao               |
| 父 キズナ 2010 青鹿毛         | 父の父ディープインパクト 2002 鹿毛              | *ウインドインハーヘア                       | Burghclere                                  |                     |
| 父 キズナ 2010 青鹿毛         | 父の母*キャットクイル Catequil 1990 鹿毛        | Storm Cat                                   | Storm Bird                                  | Storm Bird          |
| 父 キズナ 2010 青鹿毛         | 父の母*キャットクイル Catequil 1990 鹿毛        | Storm Cat                                   | Terlingua                                   |                     |
| 父 キズナ 2010 青鹿毛         | 父の母*キャットクイル Catequil 1990 鹿毛        | Pacific Princess                            | Damascus                                    | Damascus            |
| 父 キズナ 2010 青鹿毛         | 父の母*キャットクイル Catequil 1990 鹿毛        | Pacific Princess                            | Fiji                                        |                     |
| 母 パシオンルージュ 2008 鹿毛 | 母の父*ボストンハーバー Boston Harbor 1994 鹿毛 | Capote                                      | Seattle Slew                                | Seattle Slew        |
| 母 パシオンルージュ 2008 鹿毛 | 母の父*ボストンハーバー Boston Harbor 1994 鹿毛 | Capote                                      | Too Bald                                    |                     |
| 母 パシオンルージュ 2008 鹿毛 | 母の父*ボストンハーバー Boston Harbor 1994 鹿毛 | Harbor Springs                              | Vice Regent                                 | Vice Regent         |
| 母 パシオンルージュ 2008 鹿毛 | 母の父*ボストンハーバー Boston Harbor 1994 鹿毛 | Harbor Springs                              | Tinnitus                                    |                     |
| 母 パシオンルージュ 2008 鹿毛 | 母の母セクシーココナッツ 2001 栗毛              | ダンスインザダーク                          | *サンデーサイレンス                         | *サンデーサイレンス |
| 母 パシオンルージュ 2008 鹿毛 | 母の母セクシーココナッツ 2001 栗毛              | ダンスインザダーク                          | ダンシングキイ                              |                     |
| 母 パシオンルージュ 2008 鹿毛 | 母の母セクシーココナッツ 2001 栗毛              | *ココパシオン                               | *グルームダンサー                           | *グルームダンサー   |
| 母 パシオンルージュ 2008 鹿毛 | 母の母セクシーココナッツ 2001 栗毛              | *ココパシオン                               | *ゲートドクール                             |                     |
| 母系(F-No.)                   | (FN:4-r)                                        | (FN:4-r)                                    | (FN:4-r)                                    | [ § 3 ]             |
| 5代内の近親交配               | サンデーサイレンス 3×4、Nonthern Dancer 5×5     | サンデーサイレンス 3×4、Nonthern Dancer 5×5 | サンデーサイレンス 3×4、Nonthern Dancer 5×5 | [ § 4 ]             |
| 出典                          | 1. 2. 3. 4.                                     | 1. 2. 3. 4.                                 | 1. 2. 3. 4.                                 | 1. 2. 3. 4.         |

- 叔父に2012年新潟2歳ステークス勝ち馬のザラストロ、従姉妹に2023年ファンタジーステークス勝ち馬のカルチャーデイがいる[16]。
- そのほかの近親にリトルオードリー、プラダリア、ノーヴァレンダなど。